# 킹 뉴욕
《킹 뉴욕》(영어: King of New York)은 미국에서 제작된 에이블 페라라 감독의 1990년 네오누아르 범죄 영화이다. 크리스토퍼 워컨 등이 출연하였고, 메리 케인 등이 제작에 참여하였다.

## 출연진
- 크리스토퍼 워컨
- 데이비드 커루소
- 래리 피시번
- 빅터 아고
- 웨슬리 스나이프스
- 재닛 줄리언
- 잔카를로 에스포시토
- 폴 칼더론
- 스티브 부세미
- 테리사 랜들
- 레너드 L. 토머스
- 로저 갠베어 스미스
- 에리카 김플
- 로버트 러사도
- 해럴드 페리노
- 리아 창
- 버네사 에인절
- 피비 러제어
- 데이비드 프로발 (크레디트 미기재)

## 기타 제작진
- 미술: 앨릭스 태벌레리스
- 의상: 캐럴 램지